# Lepthyphantes strinatii
Lepthyphantes strinatii este o specie de păianjeni din genul Lepthyphantes, familia Linyphiidae, descrisă de Hubert, 1970.
Este endemică în Tunisia. Conform Catalogue of Life specia Lepthyphantes strinatii nu are subspecii cunoscute.